# 新喀里多尼亞梭鱈
新喀里多尼亞梭鱈，為輻鰭魚綱鱈形目鼠尾鱈科的其中一種，分布於中西太平洋新喀里多尼亞海域，屬深海底棲性魚類，深度405-450公尺，體長可達18公分，棲息在大陸坡底層水域，生活習性不明。

## 扩展阅读
維基物種上的相關：新喀里多尼亞梭鱈